# Langues sémitiques
Cet article concerne les langues sémitiques. Pour leurs locuteurs, voir Sémites.
Les langues sémitiques sont un groupe de langues parlées dès l'Antiquité au Moyen-Orient, en Afrique du Nord et dans la Corne de l'Afrique. Elles forment l'une des branches de la famille des langues chamito-sémitiques — dites aussi afro-asiatiques ou afrasiennes,,, — répandues de la moitié nord de l'Afrique jusqu'au Moyen-Orient. 
L'origine et la direction de l'expansion géographique de ces langues restent incertaines, de l'Asie vers l'Afrique ou de l'Afrique vers l'Asie,. Ces langues sont qualifiées de « sémitiques » depuis 1781,, d’après le nom biblique de Sem, fils de Noé.
L’existence des langues sémitiques remonte à plus de quatre millénaires, avec l’akkadien et l’ougaritique. Les plus anciens documents akkadiens, en écriture cunéiforme, datent de la seconde moitié du troisième millénaire av. J.-C., et l'archéologie atteste des documents écrits en akkadien jusqu'au début de notre ère.
Plusieurs langues sémitiques sont des langues officielles ou administratives : arabe (359 millions de locuteurs en 2017), amharique (plus de 90 millions), hébreu (8 millions), tigrigna (6,75 millions) et maltais (400 000 locuteurs). D'autres langues sémitiques sont utilisées en Éthiopie, en Érythrée, à Djibouti et en Somalie, et au Proche-Orient (langues néo-araméennes par exemple).
Les langues sémitiques se caractérisent, entre autres, par la prédominance de racines trilittères et par l'usage de consonnes laryngales, gutturales et emphatiques.

## Étymologie
L'adjectif « sémitique » dérive du nom commun « sémite », utilisé pour la première fois en Europe vers la fin du XVIIIe siècle par l'historien philologue allemand August Ludwig von Schlözer. Il construit ce terme à partir du nom propre de Sem, fils de Noé, rencontré dans la Bible au livre de la Genèse et plus spécialement au chapitre 10, verset 31 qui dit : « אֵלֶּה בְנֵי־שֵׁם לְמִשְׁפְּחֹתָם לִלְשֹׁנֹתָם בְאַרְצֹתָם לְגוֹיֵהֶם » et se traduit « Tels sont les descendants de Sem, selon leurs familles et leurs langues, selon leurs territoires et leurs peuplades ».

## Évolution historique et expansion géographique

Origine géographique des langues sémitiques et nombre de locuteurs.

Arbre linguistique des langues sémitiques.

La linguistique, au XIXe siècle, soutenait l'origine asiatique des langues sémitiques. Aux XXe et XXIe siècles, de nouvelles hypothèses avancent une origine africaine des langues sémitiques dont la famille serait partie intégrante d'un groupe plus large de langues chamito-sémitiques.

### IVemillénaireav. J.-C.
Pour les orientalistes du XIXe siècle, tel l'Allemand Theodor Nöldeke (1836-1930), les langues sémitiques dérivent d'une langue hypothétique, le proto-sémitique. Pour eux, cette langue mère est née au Moyen-Orient, avant de se répandre au Proche-Orient puis à l'Afrique.
En 1998, Mc Call émet l'hypothèse inverse d'une origine africaine du proto-sémitique.
En 2004, les linguistes Ehret, Keita, Newman et Bellwood soutiennent que le proto-sémitique est originaire d'Afrique et qu'à la suite de probables migrations du Sahara à la fin du Néolithique, il apparaît au Moyen-Orient vers 4000 av. J.-C..

### IIIemillénaireav. J.-C.
L'antique cité d'Ebla fut découverte en 1964 sur le site de Tell Mardikh en Syrie. En 1974, 42 tablettes portant une écriture cunéiforme furent extraites des ruines d'un palais datant de l'âge du Bronze ancien (-2400/-2225). En 1975, 17 000 tablettes furent ensuite mises au jour. L'étude de ces tablettes présente une langue archaïque dont certains traits morphologiques rappellent l'akkadien, et dont le lexique semble s'apparenter à l'hébreu et à l'araméen.

### IIemillénaireav. J.-C.
Des langues sémitiques orientales dominent, au début du IIe millénaire av. J.-C., en Mésopotamie. L'akkadien est un terme générique qui s'oppose au sumérien, langue non-sémitique parlée en basse-Mésopotamie. L'akkadien fleurit en deux dialectes, le babylonien et l'assyrien. L'archéologie fournit des documents cunéiformes écrits entre -2500 et le début de l'ère chrétienne.
Des langues sémitiques occidentales, parlées de la Syrie au Yémen, livrent progressivement des textes écrits. Des textes en proto-cananéen datent de -1500 et attestent l'usage d'une langue sémitique occidentale à cette époque. Des tablettes écrites en ougaritique ont été découvertes en Syrie du Nord, datant de -1300. Vers cette époque, des nomades araméens font incursion dans le désert syrien.

### Iermillénaireav. J.-C.
Au Ier millénaire av. J.-C., l'alphabet s'étant largement répandu, toute une série d'autres langues devient accessible : l'araméen et les langues sudarabiques anciennes. Durant cette période, le système de déclinaisons, encore vigoureux en ougaritique, semble décliner pour donner naissance aux langues sémitiques du nord-ouest. Les Phéniciens répandent le cananéen à travers une bonne partie de la Méditerranée, tandis que son cousin, l'hébreu devient la langue de la littérature religieuse avec la Torah et le Tanakh. Avec les conquêtes de l'empire assyrien, l'araméen devient la lingua franca du Croissant fertile, supplantant toutes les autres langues, notamment l'akkadien et le phénicien, tandis que l'hébreu subsiste en tant que langue liturgique. C'est à peu près à cette époque qu'apparaissent des textes écrits en guèze, première apparition écrite des langues éthiosémitiques.

## Inventaire
Les langues sémitiques se divisent en deux grandes branches d'importance inégale : orientale et occidentale. Cette dernière est de beaucoup la plus vaste, et c'est la seule à comporter des langues encore vivantes.
La différence principale entre le sémitique oriental et occidental réside dans le système verbal. En effet, le verbe, en sémitique occidental, utilise des préfixes pour exprimer l'aspect inaccompli et des suffixes pour l'aspect accompli. Le sémitique oriental utilise dans les deux cas des préfixes.
Le sémitique occidental enfanta également l'article défini et l'alphabet (cf. plus bas).

### Sémitique oriental

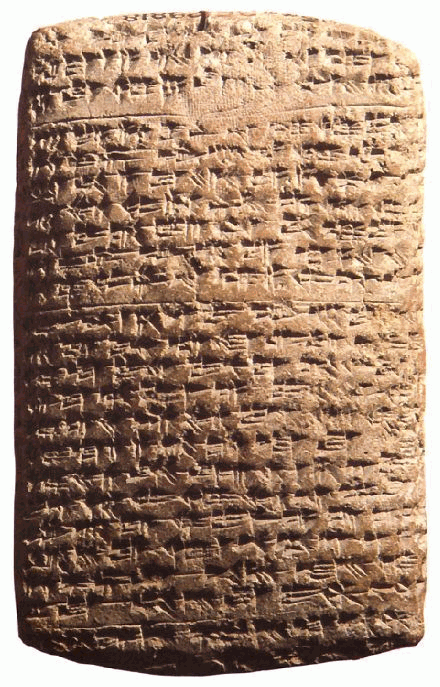
Lettres d'Amarna,

Cette branche comporte une seule langue, l'akkadien, connue grâce aux inscriptions cunéiformes de Mésopotamie (-3000), dans une partie de l'actuel Irak. C'est la langue qui a supplanté le sumérien. Des textes antiques rédigés en akkadien se détachent Enuma Elish et l'Épopée de Gilgamesh.
Deux dialectes en sont issus : l'assyrien dans le nord de la Mésopotamie et le babylonien dans le sud. Cette dernière langue fut notamment utilisée par Aménophis IV (Akhénaton) pour communiquer avec ses vassaux cananéens et syriens dans les lettres d'Amarna datant du quatorzième siècle avant l'ère chrétienne, dont un exemplaire photographié est visible ci-contre.

### Éblaïte
La langue éblaïte est une langue sémitique très archaïque, parlée au IIIe millénaire av. J.-C., dans l'antique cité-État d'Ebla. Sur le site, environ 17 000 tablettes ont été retrouvées, écrites en cunéiforme (80 % d'origine sumérienne, 20 % propre à l'usage de l'éblaïte).
Bien que proche de l'akkadien, la langue possède également des caractéristiques propres au sémitique occidental. On ne sait donc pas dans quelle catégorie la placer.

### Sémitique occidental
On distingue deux groupes occidentaux : le septentrional et le méridional. Les deux se distinguent surtout par la formation du pluriel des noms : externe pour le nord (par ajout d'un suffixe), brisé pour le sud (par modification interne des voyelles).

#### Sémitique occidental septentrional
Cette branche comprend quatre groupes linguistiques.

##### Amorrite
L'amorrite désigne une langue de la première moitié du IIe millénaire av. J.-C. Ses premiers locuteurs furent des nomades. Cette langue peut être rattachée à l'ougaritique.

##### Ougaritique
L'ougaritique apparaît avant le cananéen, près de l'ancienne cité d'Ougarit, au nord des côtes phéniciennes (voir également Ras Shamra). Il fut parlé et écrit en cunéiforme aux alentours des XIVe et XIIIe siècles av. J.-C., avant que la ville ne soit saccagée.

##### Langues cananéennes

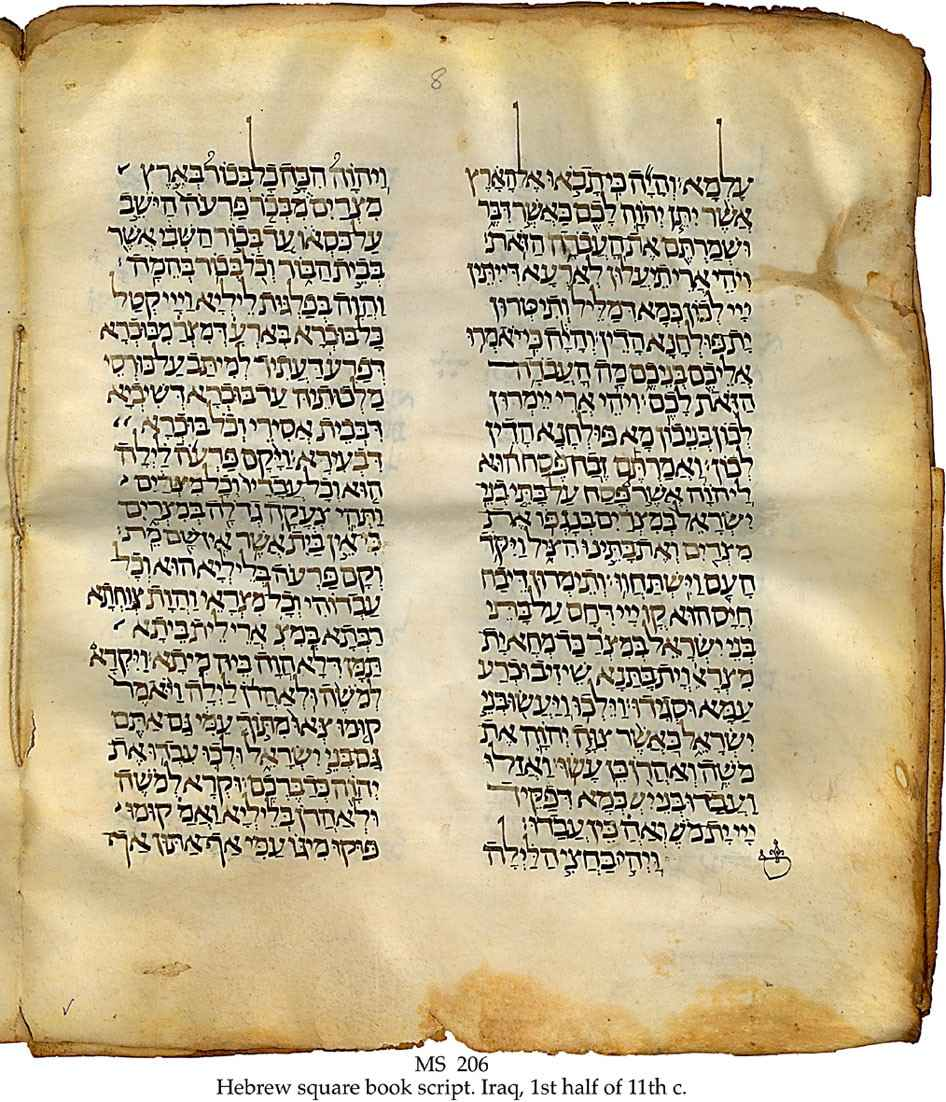
Bible hébraïque, XIIe siècle.

Les langues cananéennes regroupent :
- le phénicien (puis le punique parlé à Carthage) ;
- l'hébreu ;
- mais aussi les langues ammonite, moabite, et édomite parlées sur la rive gauche du Jourdain et de la Mer Morte, soit l'actuelle Jordanie. De ces trois langues, quelques inscriptions seulement sont parvenues jusqu'à nos jours (dont la stèle de Mesha).

Le phénicien et le punique furent parlés jusqu'au Ve siècle par des paysans du bassin méditerranéen.
Initialement, toutes ces langues furent écrites à l'aide de l'alphabet phénicien.
Les langues cananéennes furent supplantées par l'araméen.

##### Araméen
L'araméen apparut vers -850 en Syrie, (attesté dès le XIe siècle en Mésopotamie du Nord et généralisé au Xe lors de la fondation des royaumes araméens tels que le Bit Adini, le Bit Zamani, etc.) et dès le VIe siècle fut utilisé comme lingua franca, de l'Égypte à l'Afghanistan. Seul le grec rivalisa avec l'araméen au Moyen-Orient. Ainsi, par exemple, la lingua franca des Juifs à l'époque de Jésus était l'araméen. Celle-ci fut donc la championne des langues sémitiques du VIe siècle jusqu'au VIIe siècle et les conquêtes arabes.
L'ancien araméen (aussi appelé impérial, ou encore pré-chrétien) est connu à travers de nombreux papyrus, documents, et certains livres de l'Ancien Testament.
Il se distingue des langues cananéennes par le maintien de la voyelle â (devenue ô en cananéen).
À l'époque de Jésus, l'araméen (récent) avait évolué en différentes formes régionales. On distingue l'araméen occidental (Palestine), comprenant le nabatéen (autour de Pétra), et l'araméen oriental, comprenant notamment le syriaque et le mandéen.
De nos jours, il existe encore des dialectes araméens : le néo-araméen occidental, le néo-araméen central (dont le turoyo) et le néo-araméen oriental (dont le soureth).

#### Sémitique occidental méridional
Ce groupe se distingue du groupe septentrional par la conservation de la flexion nominale et la généralisation des pluriels brisés.

##### Arabe

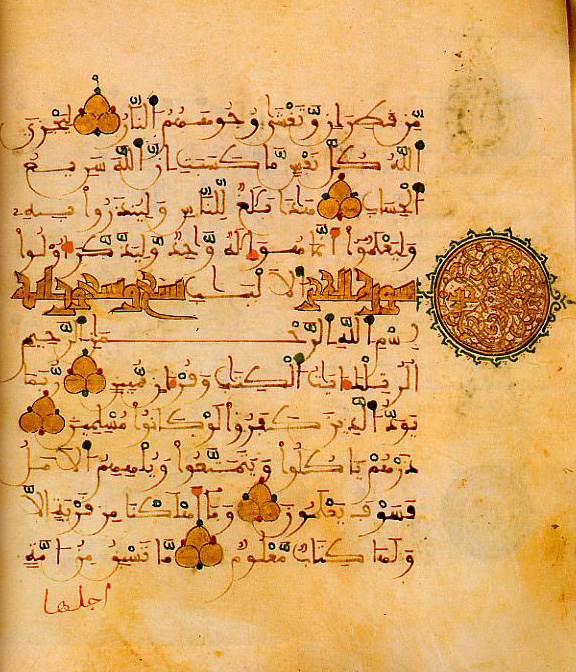
Page du XIIe siècle du Coran.

La langue arabe, qui se présente aujourd'hui sous la forme de l'arabe standard moderne, comprend un état de langue nommé arabe classique et différents états de langues dialectaux dont l'ensemble forme l'arabe dialectal.
Une liste des pays de langue arabe permet de situer géographiquement ces dialectes. L'hassanya est parlé au sud du Maroc, en Mauritanie, et chez les nomades du Sénégal. L'arabe maghrébin est parlé du Maroc à la Libye, ses variantes sont l'arabe marocain, l'arabe algérien et l'arabe tunisien, l'arabe libyen, chacun de ces parlers ayant différents lexiques mais sont toutefois très proches, les locuteurs de ces dialectes se comprennent entre eux assez facilement. Toujours en Afrique septentrionale se parlent aussi l'arabe égyptien, l'arabe soudanais, proche du dialecte du sud de l'Égypte, ainsi que l'arabe tchadien.
En Méditerranée se parlaient autrefois l'arabe andalou et l'arabe sicilien, ce dernier ayant dérivé vers le maltais, un des rares dialectes arabes écrits à l'aide de l'alphabet latin et de gauche à droite. Le maltais a été fortement influencé par le sicilien, l'italien ainsi que l'anglais, qui est la seconde langue officielle du pays.
Parmi les dialectes arabes parlés en Asie se détachent l'arabe syro-libano-palestinien et l'arabe des pays du Golfe, mais aussi le judéo-arabe.
Les plus anciens textes en arabe, écrits avec un alphabet dérivé du nabatéen, datent du IVe siècle de notre ère. Les peuplades arabes méridionales utilisaient l'écriture safaïtique.

##### Langues sudarabiques

Répartition des langues sudarabiques modernes.

Les langues sudarabiques comportent deux groupes apparentés mais distincts :
- Les langues sudarabiques anciennes rassemblent les langues d'anciennes inscriptions du VIIe au  Ve siècle av. J.-C. en alphabet sudarabique.
- Les langues sudarabiques modernes sont des langues vernaculaires actuelles du Yémen et d'Oman, sans écriture propre). Actuellement, elles sont au nombre de six au Yémen et en Oman : le mehri, le hobyot, le harsusi, le bathari, le shehri (ou jibbali) et le soqotri.

Elles sont toutefois menacées de disparition, l'arabe étant la seule langue officielle de ces deux pays, et langue de religion.
Le sudarabique se distingue par l'utilisation de deux formes du passé[réf. souhaitée] : l'indicatif et le subjonctif.

##### Langues éthiosémitiques
Les langues sémitiques d'Éthiopie et d'Érythrée forment une branche dite éthiosémitique, afrosémitique ou éthiopique. La forme la plus anciennement connue de ces langues est le guèze (ou ge'ez), qui divergea des langues sudarabiques vers le début de l'ère chrétienne. Il fut d'abord écrit avec l'alphabet sudarabique, avant que ne soit développé l'alphasyllabaire guèze permettant la notation simultanée des voyelles avec les consonnes. Le guèze s'est éteint vers l'an 1000 mais subsiste encore comme langue liturgique.
Plusieurs langues sémitiques coexistent aujourd'hui dans la corne de l'Afrique, mais ne sont pas forcément des descendantes directes du guèze. En Érythrée, les langues dominantes sont le tigrigna et le tigré. En Éthiopie, la langue dominante est aujourd'hui l'amharique, langue dont l'origine est obscure du fait qu'elle diverge assez fortement des autres langues sémitiques dans sa syntaxe.

## Description linguistique

### Écritures

#### Alphabets
On ne peut parler des langues sémitiques sans ajouter une note sur les alphabets permettant de les transcrire. L'alphabet phénicien est l'ancêtre direct des alphabets hébreu, arabe, grec et latin.

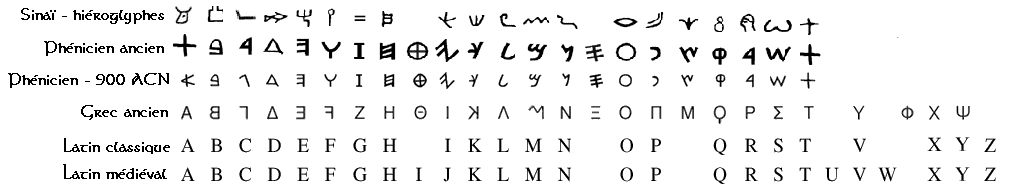
Évolution vers l'alphabet latin.

Alphabet protosinaïtique basé sur les hiéroglyphes égyptiens
- Ougaritique (alphabet cunéiforme)
- Phénicien XIVe siècle av. J.-C.
  - Paléo-hébraïque Xe siècle av. J.-C.
    - Samaritain VIe siècle av. J.-C.

  - Araméen IXe siècle av. J.-C.
    - Kharoshti IIIe siècle av. J.-C.
    - Brahmi IIIe siècle av. J.-C.
      - Alphasyllabaires indiens (devanagari, grantha, gurmukhi, vatteluttu, etc.) VIe siècle
      - Tibétain VIIe siècle
      - Alphasyllabaires d'Asie du Sud-Est (khmer, thaï, birman, javanais, etc.)
      - Javanais, IXe siècle

    - Hébreu IIIe siècle av. J.-C.
    - Syriaque IIe siècle av. J.-C.
    - Pehlevi IIe siècle av. J.-C.
    - Avestique IIIe siècle
    - Sogdien IIe siècle
      - Ouïghour IXe siècle
        - Mongol XIIIe siècle
          - Mandchou 1599

    - Arabe IVe siècle

  - Grec IXe siècle av. J.-C.
    - Étrusque VIIIe siècle av. J.-C.
      - Latin VIIe siècle av. J.-C.
      - Runique IIe siècle av. J.-C.

    - Gotique IVe siècle av. J.-C.
    - Arménien 405
    - Géorgien 430
    - Glagolitique 862
    - Cyrillique Xe siècle

  - Écritures paléo-hispaniques VIe siècle av. J.-C.
- Sudarabique IXe siècle av. J.-C.
  - Guèze Ve et VIe siècles av. J.-C.

### Lexiques
Toutes les langues sémitiques ont la caractéristique commune de construire leurs mots sur une racine trilitère formée de trois consonnes porteuses du sens fondamental du lexème qui l'intègre.
En raison de l'origine commune des langues sémitiques, elles partagent beaucoup de mots et de racines. Le tableau ci-après reprend quelques-unes de ces similitudes.
| Akkadien | Araméen | Arabe | Hébreu | traduction française |
| -------- | ------- | ----- | ------ | -------------------- |
| zikaru   | dikrā   | ḏakar | zåḵår  | mâle                 |
| maliku   | malkā   | malik | mĕlĕḵ  | roi                  |
| imêru    | ḥamārā  | ḥimār | ḥămōr  | âne                  |

Ce n'est évidemment pas une généralité, mais cela explique que dès la plus haute Antiquité les liens de parenté entre l'hébreu, l'araméen et l'arabe furent rapidement établis.[réf. nécessaire]

### Langues liturgiques
Beaucoup de langues sémitiques sont devenues des langues liturgiques, utilisées lors des cérémonies religieuses. Ainsi, l’hébreu en tant que langue vivante a été supplanté par l’araméen et s’est probablement éteint vers 200 apr. J.-C.. Elle ne survécut que comme langue liturgique, et ce n’est qu’au XIXe siècle que l’hébreu parlé en Israël a été reconstruit par Eliézer Ben Yehoudah sur la base de l’hébreu liturgique et en s’inspirant également de l’arabe.
La connaissance de ces langues est notamment une nécessité pour les exégètes du christianisme, de l’islam et du judaïsme.
Voici une liste reprenant quelques langues liturgiques sémitiques et les groupes religieux correspondants.
- L’arabe classique : les Musulmans (différent des dialectes modernes), certaines Églises chrétiennes orientales : Melkites grecs-catholiques, Maronites (avec le syriaque), Orthodoxes d’Antioche (avec le grec)
- L’araméen, sous sa forme syriaque : les chaldéens, les Syriaques orthodoxes, les Syriaques catholiques et les Assyriens protestants, les Maronites (avec l’arabe)
- Le guèze : les Chrétiens coptes d’Éthiopie et d'Érythrée et les Falachas (Juifs d’Éthiopie, ou Beta Israel)
- L’hébreu : les Juifs religieux
- Le mandéen : les Mandéistes

### Langues contemporaines
(Estimation du nombre de locuteurs actuels des langues sémitiques les plus répandues.)[réf. souhaitée]
- Arabe — 375 000 000[22]
- Araméen — 1 500 000 à 3 000 000
  - Syriaque — 400 000
  - Néo-araméen occidental — 605 000
  - Soureth (ou Néo-araméen oriental) — 500 000 à 2 000 000 (estimations variant grandement)

- Amharique – 90 000 000
- Tigrigna – 15 000 000
- Hébreu — 8 000 000[23]
- Maltais — 375 000[24]